# Combate de Las Cañas (1828)
El Combate de Las Cañas tuvo lugar el 15 de abril de 1828, último año de la Guerra del Brasil. En dicha acción la vanguardia rioplatense se retiró, evitando el combate.

## Historia
Tras la ofensiva limitada e infructuosa que realizó para obtener caballadas y culminó con el Batalla de Padre Filiberto del 22 de febrero, el general Juan Antonio Lavalleja, a cargo del ejército republicano desde la retirada del general Carlos María de Alvear, se retiró a su campamento en Cerro Largo, dejando en el Río Yaguarón una agrupación de vanguardia de unos 1500 hombres a las órdenes del general Julián Laguna y el coronel Andrés Latorre.
Lavalleja decidió entonces poner en práctica una operación militar, la única que ideó desde el comando, para avanzar sobre Río Grande del Sur en una operación que combinaría un desembarco sobre la boca de la Lagoa dos Patos con un avance de caballería por la angosta franja de tierra que separa esa laguna del mar.
La iniciativa era en extremo arriesgada. Por un lado debilitaba el frente principal y por otro exigía una logística en extremo precisa que garantizara un rápido y exitoso avance de la expedición. De imponerse una retirada del Yaguarón o cualquier fallo o demora en el avance, dejaría al ejército cercado por mar y tierra.
Lavalleja destinó a la operación a los mejores regimientos al mando de los coroneles José María Paz e Isidoro Suárez. La expedición fracasó: la logística fue tan mala que el desembarco nunca se produjo y los regimientos republicanos evitando la trampa a la que se enfrentaban cansaron sus caballadas en maniobras sin resultado alguno mientras la división naval reducida a un único navío se dedicó a efectuar una campaña sobre la costa de Castillos.

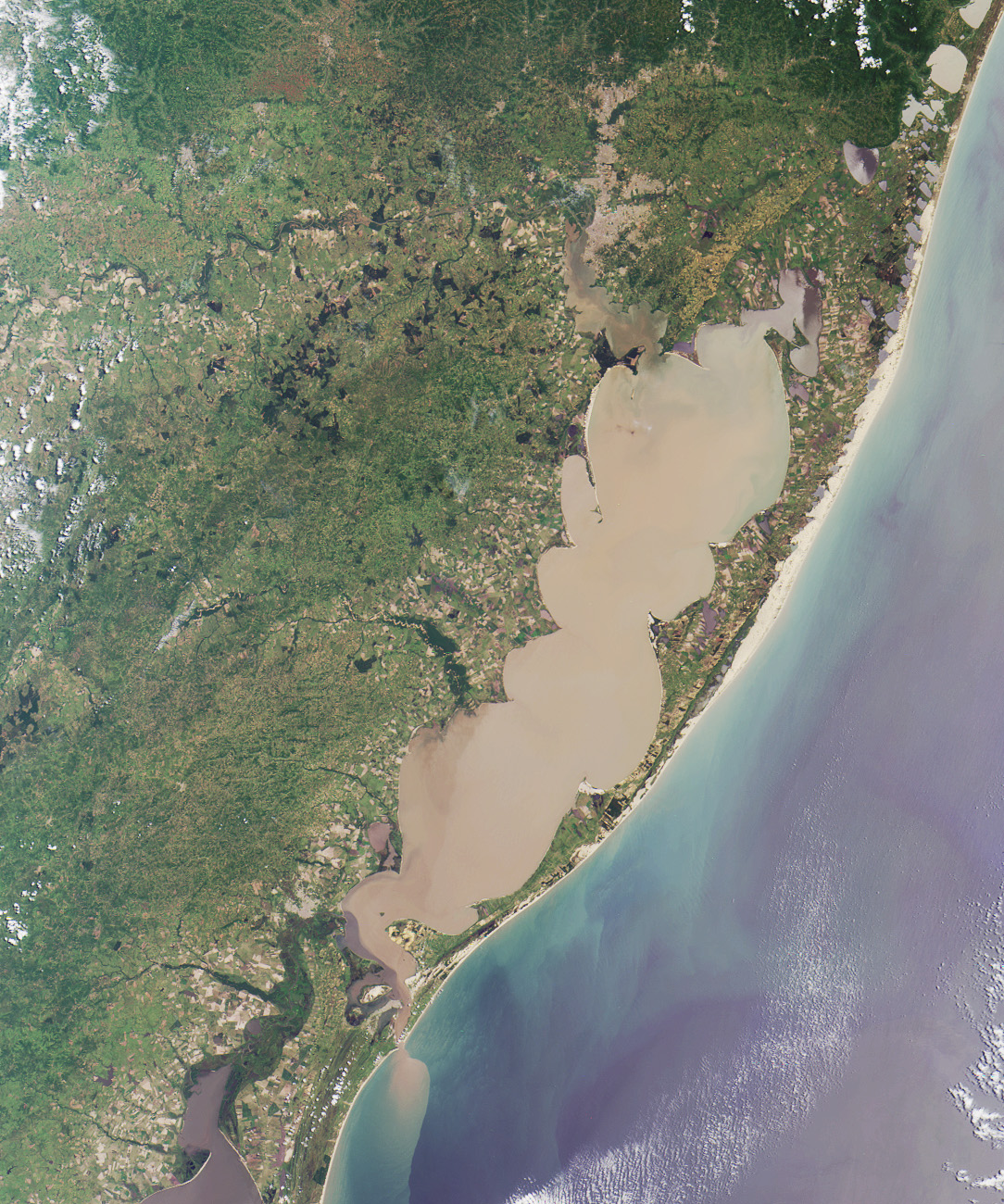
Lagoa dos Patos.

Pero el mariscal Gustavo Brown, comandante brasileño, tuvo por sus espías noticias inmediatas de la partida de los mejores cuerpos argentinos y, juzgando claramente la vulnerabilidad en que se habían colocado sus adversarios, decidió cruzar el Yaguarón y atacar la vanguardia republicana.
En la madrugada del 15 de abril de 1828, 3 batallones y 3 regimientos de caballería con un total de 2800 efectivos al mando del mariscal Brown vadearon el Yaguarón.
Al amanecer, llegaron al Arroyo Las Cañas, cuya corriente desemboca en el Yaguarón por su ribera sur. Allí se toparon con la guardia apostada por Laguna, la cual estaba compuesta de efectivos guaraníes que había traído Félix Aguirre tan sólo ocho semanas antes.
Al percibir el avance, los guaraníes dieron la alarma haciendo sonar sus tambores y pífanos, instrumentos propios de la infantería que mantenían por tradición desde la época de las milicias jesuíticas y que eran por completo inusuales en la caballería.
Al escucharlo, los brasileros supusieron que se encontraban frente a un batallón de infantería. Desconcertado, suponiendo haber sido engañado por sus espías y antes que arriesgarse a enfrentar el fuego de los fusiles del inexistente batallón, Brown decidió retirarse, conformándose con arrear la caballada que encontró en la zona.
Mientras tanto, la vanguardia republicana al mando de general Julián Laguna, compuesta en su totalidad de caballería, permanecía acampada en el frente del Río Yaguarón, desmontada, durmiendo y sin fortificaciones. Al oír la alarma, Laguna ordenó a su vanguardia retirarse sin demora a Cerro Largo, desde donde Lavalleja envió al Cuerpo de Coraceros al mando del coronel Anacleto Medina, que alcanzó a tirotear a la retaguardia brasilera que se replegaba.
Más allá de haberse desalojado el campamento republicano, no existió batalla campal y la acción fue, finalmente, intrascendente. Sin embargo sus consecuencias potenciales hubieran sido desastrosas para el ejército republicano: de haberse concretado el asalto al campamento de Laguna, la vanguardia habría sido destrozada sin dificultades así como el cercano y pobremente defendido cuartel general de Cerro Largo, mientras que las fuerzas de Paz hubieran quedado amenazadas de cerco. Fuera cual hubiera sido el resultado, el marco militar que condicionaría las negociaciones de paz hubiera cambiado irremediablemente.